# Pentadesma butyracea
Pentadesma butyracea, auch der Afrikanischer Butterbaum oder Afrikanischer Talgbaum, Kanya, ist eine west- und zentralafrikanische Baumart aus der Familie der Clusiaceae. Sie kommt in Westafrika von Senegal, Guinea, Mali bis nach Kamerun und weiter im Kongo sowie in Gabun vor.

## Beschreibung
Pentadesma butyracea wächst als großer, immergrüner Baum der bis 35 Meter hoch wird. Der Stammdurchmesser kann bis 150 Zentimeter erreichen. Manchmal werden Brett- oder Luftwurzeln gebildet. Die bräunliche Borke ist leicht rau und schuppig. Der Baum führt einen gelben Milchsaft. Bei jüngeren Bäumen stehen die Äste schiefwinklig nach oben ab.
Die gegenständigen und gestielten, ledrigen, kahlen und glänzenden Blätter erscheinen in endständigen Büscheln an den Zweigen. Sie sind bis 25 Zentimeter lang und elliptisch bis lanzettlich oder verkehrt-eiförmig, die Ränder sind ganz, die Spitze ist abgerundet oder rundspitzig bis spitz oder eingebuchtet. Die Blattoberseite ist dunkelgrün, die Unterseite ist hellgrün, die jungen Blätter sind rötlich. Die Nervatur ist gefiedert mit hellgrüner Mittelvene und sehr vielen feinen Seitennerven, es sind Drüsenkanäle und -flecken vorhanden. Nebenblätter fehlen.
Es werden endständige Thyrsen mit bis zu sieben Blüten gebildet. Die recht großen, zwittrigen Blüten mit doppelter Blütenhülle sind fünfzählig und gestielt. Sie sind gelblich-grünlich, rötlich, sie verströmen einen starken Geruch nach ranziger Butter. Die freien, eiförmigen und ungleichen, ledrigen Kelchblätter sind bis 5 Zentimeter lang. Die bis 6 Zentimeter langen Kronblätter sind eiförmig. Es sind viele, bis 6,5 Zentimeter lange Staubblätter mit länglichen Antheren und einige wenige Staminodien, in fünf Bündeln vorhanden. Der fünfkammerige Fruchtknoten mit vielen Samenanlagen ist oberständig mit einem Griffel mit mehrteiliger Narbe. Es sind fünf große, bräunliche Nektardrüsen vorhanden.
Es werden bis zu 15 Zentimeter große, fein gefelderte bis schorfige, orange-bräunliche und ellipsoide bis eiförmige, kurz bespitzte Beeren gebildet. Der Kelch, die Staubblätter und Nektardrüsen sowie Narbenreste sind anhaftend. Es sind bis zu 15 Samen enthalten, die in einem gelblichen Fruchtfleisch liegen. Die ungleichförmigen Samen sind bis etwa 3–4 Zentimeter groß und eiförmig oder rundlich bis ellipsoid, teils abgeflacht oder kantig und bräunlich. Sie besitzen einen kleinen Arillus.
Die Chromosomenzahl beträgt 2n = 56.

## Ökologie
Die Blüten werden sowohl von Fledermäusen, als auch von Bienen und Vögeln bestäubt.
Die großen, tropfenförmigen Früchte zählen zum Nahrungsspektrum der Waldelefanten, die durch ihren Kot zur Verbreitung der Bäume innerhalb ihres Lebensraumes beitragen.

## Taxonomie
Die Erstbeschreibung erfolgte 1824 durch Joseph Sabine in Trans. Hort. Soc. London 5: 457. Synonyme sind Pentadesma kerstingii Engl. ex Volkens,
Pentadesma leptonema Pierre, Pentadesma leucantha A.Chev., Pentadesma nigritana Baker f., Pentadesma parviflora Exell, Pentadesma gabonensis Pierre ex A.Chev. und Pentadesma leptonema var. klainei Pierre ex A.Chev.

## Verwendung
Aus den Samen kann ein Fett gewonnen werden, Kanyabutter, es ist ähnlich wie Sheabutter. Die Früchte und die gekochten Blätter sind essbar.
Die Wurzeln und jungen Zweige werden als Kausticks benutzt. Die Rinde wird als Fischgift genutzt.
Das Holz ist hart und schwer, aber nur mäßig beständig. Es kann für viele Anwendungen, wie Masten, Eisenbahnschwellen, im Schiffsbau und Anderem verwendet werden.